# Česká automobilová společnost
Česká automobilová společnost pro obchod a montáž motorových vozidel, zuvor Bratři Rechzieglovi, war ein tschechoslowakischer Hersteller von Motorrädern und Automobilen.

## Unternehmensgeschichte
Das Unternehmen aus Prag begann 1920 mit der Produktion von Motorrädern und 1921 mit der Produktion von Automobilen. Der Markenname lautete ČAS. Etwa 1924 endete die Produktion.

## Fahrzeuge

### Motorräder
Im Angebot standen Modelle mit Zweizylinder-Boxermotor mit 129 cm³ und 174 cm³ Hubraum. Später war auch ein Einzylindermotor lieferbar.

### Automobile
Bei den vierrädrigen Automobilen handelte es sich um Kleinwagen mit Platz für zwei Personen. Eine Quelle gibt an, dass Einzylinder-Zweitaktmotoren mit 250 cm³ und 350 cm³ Hubraum für den Antrieb sorgten. Anderen Quellen nennen einen luftgekühlten Zweizylinder-Boxermotor von Coventry-Victor mit 689 cm³ Hubraum, der vorne im Fahrzeug montiert war, sowie Zweizylindermotoren von Walter in späteren Modellen.